# Боров, Султанбек Заурбекович
Султанбек Заурбекович (Бек-)Боров (7 февраля 1889, Владикавказский округ, Терская область — 7 сентября 1916, Станиславов, Цислейтания) — ротмистр Ингушского конного полка «Дикой дивизии» царской армии, участник Первой мировой войны.

## Биография
Родился в семье ротмистра царской армии и генерал-майора армии Ирана, полного Георгиевского кавалера Заурбека Борова. Учился в гимназии в Ашхабаде, где в это время служил его отец. В 1910 году окончил Елисаветинское кавалерийское училище. Служил корнетом Литовского 5-го уланского полка в Казанском военном округе. В 1913 году получил чин поручика, тогда же командовал отрядом связи и эскадроном.
К началу войны Боров был уже опытным офицером.
… будучи начальником постоянного разъезда штаба 5-й кавалерийской дивизии, неоднократно блестяще исполнил поставленные ему задачи по разведке, своевременно представлял правильные и важные сведения о противнике. Кроме того, при разведке 20 октября 1914 года со своим взводом атаковал вечером, в темноте, эскадрон Саксонских конно-егерей, врубился в его ряды и обратил его в бегство.
За эти заслуги Боров был удостоен Георгиевского оружия.
В декабре 1914 года Боров был назначен временным командиром 6-го эскадрона. В январе 1915 года стал командиром полковой команды связи. В этой должности он был удостоен четырёх орденов, один из которых орден святого Владимира 4-й степени с мечами и бантом.
В феврале 1916 года ему был присвоен чин штабс-ротмистра. В марте того же года по его личной просьбе Боров был переведён в Ингушский конный полк, сначала как прикомандированный, а впоследствии на постоянной основе. Здесь он получил под командование 3-ю сотню.
В июне 1916 года Боров был тяжело контужен, но остался в строю. В июле того же года в Галиции во время боёв за село Езёраны ингушская сотня под командованием Борова ворвалась на немецкие позиции, изрубила оказавших сопротивление солдат, а затем вырвалась на Тлумачское шоссе, тем самым отрезав противнику путь к отступлению. В ходе боя ингушскими всадниками было захвачено 39 пленных и исправное 6-дюймовое орудие с девятью ящиками снарядов. Командир полка полковник Мерчуле за этот бой представил Борова к награждению орденом Святого Георгия 4-й степени.
7 сентября 1916 года Султанбек Боров погиб в бою на реке Быстрице севернее города Станиславова (по другой версии — в госпитале после тяжёлого ранения, полученного 25 августа 1916 года). Был похоронен в своём родном селе со всеми воинскими почестями.

## Награды
- Орден святого Станислава 3-й степени с мечами и бантом — 9 ноября 1914 года;
- Орден святой Анны 3-й степени с мечами и бантом — 4 декабря 1914 года;
- Георгиевское оружие — 15 марта 1915 года;
- Орден святого Владимира 4-й степени с мечами и бантом — 1 апреля 1915 года;
- Орден святой Анны 4-й степени с надписью «За храбрость» — 8 марта 1915 года;
- Орден святой Анны 2-й степени с мечами — 12 ноября 1915 года;
- Орден святого Станислава 2-й степени с мечами — 30 января 1916 года.
- 20 марта 2006 года Султанбек Боров был награждён высшей наградой Ингушетии — орденом «За заслуги» (посмертно)[4].